# Euphonia mesochrysa
Az Euphonia mesochrysa a madarak osztályának verébalakúak (Passeriformes) rendjébe és a pintyfélék (Fringillidae) családjába tartozó faj.

## Rendszerezése
A fajt Tommaso Salvadori olasz zoológus és ornitológus írta le 1873-ban.

## Alfaji
- Euphonia mesochrysa media (J. T. Zimmer, 1943)
- Euphonia mesochrysa mesochrysa Salvadori, 1873
- Euphonia mesochrysa tavarae (Chapman, 1925)[2]

## Előfordulása
Bolívia, Ecuador, Kolumbia és Peru területén honos. Természetes élőhelyei a szubtrópusi vagy trópusi síkvidéki és hegyi esőerdők. Állandó, nem vonuló faj.

## Megjelenése
Testhossza 10 centiméter, testtömege 12-15 gramm.

## Természetvédelmi helyzete
Az elterjedési területe nagyon nagy, egyedszáma ugyan csökken, de még nem éri el a kritikus szintet. A Természetvédelmi Világszövetség Vörös listáján nem fenyegetett fajként szerepel.